# 佐藤心 (作家)
佐藤 心（さとう しん、1979年 - ）は、日本の批評家、小説家、シナリオライター。

## 概要
中央大学附属高等学校卒業。東浩紀が発行したウェブマガジン「TINAMIX」（2000年1月 - 2002年6月）、「波状言論」などに編集者、ライター、インタビュアーなどとして参加。
その後、ゲーム『風ヶ原学園スパイ部っ!』『波間の国のファウスト』を執筆。後者の前日譚である『波間の国のファウスト：EINSATZ 天空のスリーピングビューティ』で小説家デビュー。

## 著作

### 小説
- 『波間の国のファウスト：EINSATZ 天空のスリーピングビューティ』（2013年5月、講談社BOX）

### ゲームシナリオ
- 『風ヶ原学園スパイ部っ！』（2011年11月、Sputnik）※笠井翔・牧村裕輝と共作。
- 『波間の国のファウスト』（2012年6月、bitterdrop）

### 評論
- 「永遠の少女システム解剖序論」（2000年、TINAMIX）※相沢恵名義
- 「インディビジュアル・チェキシステム」（2002年〜2003年、colorful puregirl）※相沢恵名義[2]。
- 「オートマティズムが機能する」（2002年8月、新現実vol.1）
- 「オートマティズムが機能する2」（2003年3月、新現実vol.2）
- 「真・超人計画」（2003年12月〜2004年5月、波状言論）
- 「あらゆる生を祝福する『AIR』」「無限の終わり方をさがして」（2004年8月、波状言論 臨時増刊号『美少女ゲームの臨界点』）
- 「『イリヤの空』、崇高をめぐって」（2009年7月、限界小説研究会編『社会は存在しない セカイ系文化論』）
- 「押井守における「空」をめぐって」 (2004年4月、ユリイカ（特集 押井守--映像のイノセンス) 、青士社）[3]。
- 「ラブラブラブストーリーマジック--『新本格魔法少女りすか』をめぐって」（2004年9月、ユリイカ (総特集 西尾維新)、青士社）
- 欅坂46論「第三の永遠」(2020年12月)

。

### コラム
- 「上り坂、下り坂、まさかの心アフター #8 金はコメであり、僕は愛に生きようか」(2012年2月20日、ゲンロンエトセトラ、合同会社コンテクチュアズ)
- 「上り坂、下り坂、まさかの心アフター #9 『孤独のグルメ』が全然孤独ではない件について」（2012年4月、ゲンロンエトセトラ、合同会社コンテクチュアズ）
- 「上り坂、下り坂、まさかの心アフター #10 「ビッチ萌え」について考えてみた」（2012年6月、ゲンロンエトセトラ、株式会社コンテクチュアズ）